# Луций Рацилий
Луций Рацилий (Lucius Racilius; Lucius Rasilius) e политик на Римската република през края на 1 век пр.н.е.
Приятел е на Цицерон и Публий Корнелий Лентул Спинтер.
През 56 пр.н.е. той е народен трибун с още 9 колеги. През 48 пр.н.е. е в Испания и е против управителя Квинт Касий Лонгин.